# Hadžići
Hadžići (serbiska: Хаџићи) är en ort i Bosnien och Hercegovina.   Den ligger i entiteten Federationen Bosnien och Hercegovina, i den centrala delen av landet, 12 km väster om huvudstaden Sarajevo. Hadžići ligger 555 meter över havet och antalet invånare är 7 173.
Terrängen runt Hadžići är huvudsakligen kuperad, men söderut är den bergig.Runt Hadžići är det ganska tätbefolkat, med 93 invånare per kvadratkilometer.. Närmaste större samhälle är Sarajevo, 12,3 km öster om Hadžići. 
I omgivningarna runt Hadžići växer i huvudsak blandskog.